# Ridala kommun
Ridala kommun var en kommun i landskapet Läänemaa i västra Estland. Den låg nära staden Hapsal och 90 km sydväst om huvudstaden Tallinn. I samband med kommunreformen 2017 uppgick kommunen i Hapsals stad.
Centralort var småköpingen (estniska: alevik) Nyhovet (Uuemõisa) och därtill finns småköpingen Paralepa. Övriga byar var Aamse, Allika, Ammuta, Emmuvere, Erja, Espre, Haeska, Herjava, Hobulaiu, Jõõdre, Kabrametsa, Kadaka, Kaevere, Kiideva, Kiltsi, Kiviküla, Koheri, Koidu, Kolila, Kolu, Käpla, Laheva, Lannuste, Liivaküla, Litu, Lõbe, Metsaküla, Mäeküla, Mägari, Nõmme, Panga, Parila, Puiato, Puise, Pusku, Põgari-Sassi, Rohense, Rus, Rummu, Saanika, Saardu, Sepaküla, Sinalepa, Suure-Ahli, Tammiku, Tanska, Tuuru, Uneste, Uuemõisa, Valgevälja, Varni, Vilkla, Võnnu, Väike-Ahli, Vätse och Üsse.
Ridala finns omnämnt för första gången 1215. Ridala tillhör det så kallade Svenskestland.